# ARCA Space Corporation
ARCA Space este o companie aerospațială situată în Râmnicu Vâlcea, România care construiește rachete spațiale și aeronave cu sau fără pilot, în vederea explorării spațiului. 
A fost înființată ca Asociația Română pentru Cosmonautică și Aeronautică, un ONG în România, de către Dumitru Popescu și alți câțiva pasionați de rachete și aeronautică. De atunci ARCA a lansat două rachete stratosferice, patru baloane mari stratosferice inclusiv un grup de baloane și a câștigat două contracte guvernamentale, unul cu Guvernul României și altul cu Agenția Spațială Europeană. ARCA a mai dezvoltat un avion suborbital cu motor rachetă, o familie de rachete suborbitale și orbitale și un avion fără pilot stratosferic. ARCA dezvoltă în prezent proiectul rachetei EcoRocket.

## Istoric

### 1999-2004: Familia de rachete Demonstrator

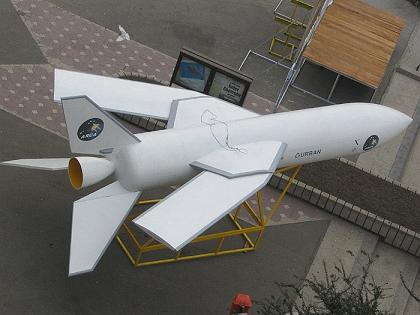
Naveta suborbitală Orizont

ARCA a fost înființată ca Asociația Română pentru Cosmonautică și Aeronautică, o organizație non-guvernamentală în 1999 de către un grup de entuziaști ai rachetelor. Scopul lor inițial era să construiască și să lanseze rachete spațiale. 
După ce au experimentat cu diferite tipuri de motoare rachetă și diferiți combustibili, inlusiv combustibili solizi, au hotărât să folosească fibră de sticlă pentru construcția motorului și apă oxigenată ca combustibil. 
Primul lor vehicul a fost numit Demonstrator și era o rachetă lungă de 10 metri stabilizată aerodinamic. Nu a zburat niciodată, in schimb a fost folosită la diferite expuneri publice pentru a atrage fonduri si sponsorizări. A doua lor rachetă, Demonstrator 2 a fost construită în 2003. Pentru aceasta, ARCA a construit prima lor instalație de testare a motoarelor rachetă, unde au testat motorul lor cu apă oxigenată. După ce testele au fost încheiate cu succes au construit Demostrator 2B care era o variantă îmbunatațită a rachetei lor precedente. Avea o lungime de 4,5 metri, 0,77 metri diametru și folosea o rampă de lansare inaltă de 18 metri. 
În 2003 ARCA de asemenea s-a înscris în competiția internațională Ansari X Prize și a început proiectarea navetei suborbitale Orizont capabilă sa transporte un echipaj format din doi oameni la o altitudine de 100 km. Orizont era vehiculul cu care ARCA intenționa să concureze în cadrul competiției Ansari X Prize. A fost proiectat sa folosească un motor turboreactor până la altitudinea de 15 km unde acesta urma să fie detașat de navetă și apoi motorul principal cu apă oxigenată să fie pornit pentru a propulsa naveta până la altitudinea de 100km.
În data de 9 septembrie 2004 ARCA a lansat cu succes racheta Demonstrator 2B de la baza Forțelor Aeriene de la Capul Midia. Datorită rafalelor puternice de vânt de până la 60 km/h au fost nevoiți să folosească numai 20% din cantitatea de combustibil pentru a respecta zona alocată de siguranță. Altitudinea atinsă a fost 1200 m. La eveniment au participat 90 de jurnaliști din România, Germania și Austria. După lansare ARCA a început construcția navetei Orizont și a terminat structura aeronavei în anul 2005.

### 2005-2010: Rachetele Stabilo și Helen

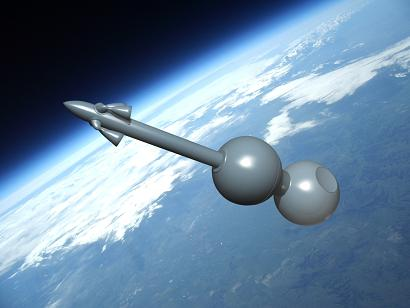
Stabilo rocket

ARCA a organizat o prezentare publică a navetei Orizont în fața Palatului Parlamentului în București. Datorită problemelor financiare întâmpinate cu construcția vehiculului Orizont, ARCA a decis să suspende dezvoltarea acestuia și să proiecteze o noua rachetă de dimensiuni reduse, numită Stabilo. Era concepută să fie lansată dintr-un balon solar stratosferic și sa transporte o persoană în spațiu. Proiectarea și construcția baloanelor de polietilenă de mari mărimi a fost începută și pe 2 decembrie 2006 la Onești, Bacău, capsula rachetei stabilo a fost ridicată la altitudinea de 14.700 m. Capsula a fost recuperată în siguranță in seara aceea. Evenimentul a fost transmis in direct de mai multe televiziuni. 
În data de 27 septembrie 2007 întreaga rachetă Stabilo (capsula echipajului + racheta propulsoare) a fost ridicată la altitudinea de 12.000 m folosind cel mai mare balon solar construit până la acea dată. Misiunea a fost lansată de la baza Forțelor Aeriene Capul Midia și recuperată de pe Marea Neagră de către scafandrii Forțelor Navale Române. În acel moment ARCA și-a dovedit capacitatea să realizeze operațiuni la scară largă și să se coordoneze cu instituții militare ca Forțele Navale Române și Forțele Aeriene Române.
În 2007 ARCA a câștigat două contracte guvernamentale cu Ministerul Cercetării pentru o rachetă suborbitală și un balon solar. Agenția Spațială Română, Universitatea București și alte câteva instituții române au fost subcontractori la ARCA pentru aceste proiecte.
La începutul lui 2008 ARCA s-a alăturat competiției Google Lunar X Prize și a conceput lansatorul orbital Haas. Vehiculul lor lunar s-a numit European Lunar Lander și folosea un motor rachetă cu combustibil monopropelant pentru aterizare și deplasare. Haas era o rachetă orbitală în trei trepte care era propulsată de motoare hibride ce foloseau combustibil pe bază de bitum și apă oxigentă in rol de oxidant. Trebuia să fie lansată de la o altitudine de 18.000 m la care era ridicată de cel mai mare balon solar construit vreodată, având un volum de 2 milioane de metri cubi. Pentru racheta Haas au creat un vehicul demonstrator mult mai mic numit Helen care a fost intenționat pentru a testa tehnologia si modul de operare. Racheta Helen nu era stabilizată aerodinamic, folosind în schimb un sistem de stabilizare gravitațională prin tractarea sarcinii utile printr-un sistem de cabluri și pârghii.  Banca BRD - Groupe Société Générale  a acordat ARCA o sponsorizare în valoare de 300.000 pentru activitate. Cosmonautul român Dumitru Prunariu a lăudat realizările ARCA și a remarcat capacitatea echipei de a folosi cu eficiență fondurile private.  În 2009 ARCA a realizat o serie de teste folosind motorul racheta de la Stabilo pentru a valida design-ul rachetei Helen.
Prima încercare de a lansa racheta Helen a avut loc in data de 14 noiembrie 2009. Forțele Navale Române au participat la misiune cu nava NSSL 281 Constanța, nava de scafandri Venus, nava rapidă Fulgerul și alte doua ambarcațiuni rapide. Pentru această misiune ARCA a construit un balon masiv 150.000 metri cubi, de aproximativ patru ori mai mare ca ultimul lor balon. După ce umflarea balonului a fost începută echipa a descoperit ca brațele de umflare ale balonului erau înfășurate în jurul părții de jos a balonului. Umflarea a fost întreruptă și echipa a încercat să desfășoare brațele. După trei ore brațele au fost repoziționate și umflarea putea fi reluată dar soarele era deja aproape de linia orizontului și încălzirea balonului nu mai era posibilă. Decizia a fost luată de a anula misiunea.
ARCA a decis să reproiecteze racheta Helen ca să folosească două trepte in loc de trei și să fie transportată de un balon cu heliu. Noua rachetă s-a numit Helen 2. În data de 27 aprilie 2010 au realizat un test de avionică pentru sarcina utila a European Lunar Lander propulsat de racheta Helen, folosind un balon cu aer cald care a ridicat trei mebri arca la altitudinea de 5.200 m. În data de 4 august 2010 o nouă încercare de a lansa racheta a avut loc, dar o eroare in construcția balonului cu heliu a cauzat ruperea acestuia și misiunea a fost anulată. Un nou balon cu heliu a fost construit pentru a transporta doar treapta a doua a rachetei Helen 2. În data de 1 octombrie 2010 racheta a efectuat un zbor cu succes până la altitudinea de 38.700 m, atingând viteza maximă de 2320 km/h. La reintrarea in straturile mai dense ale atmosferei parașuta capsulei nu s-a declanșat și capsula a fost pierdută pe mare, dar datele de telemetrie au fost transmise la centrul de comandă al ARCA de pe nava 281 Constanța și la autoritatea ROMATSA.

### 2011-2013: avionul IAR-111, motorul Executor și familia de rachete Haas

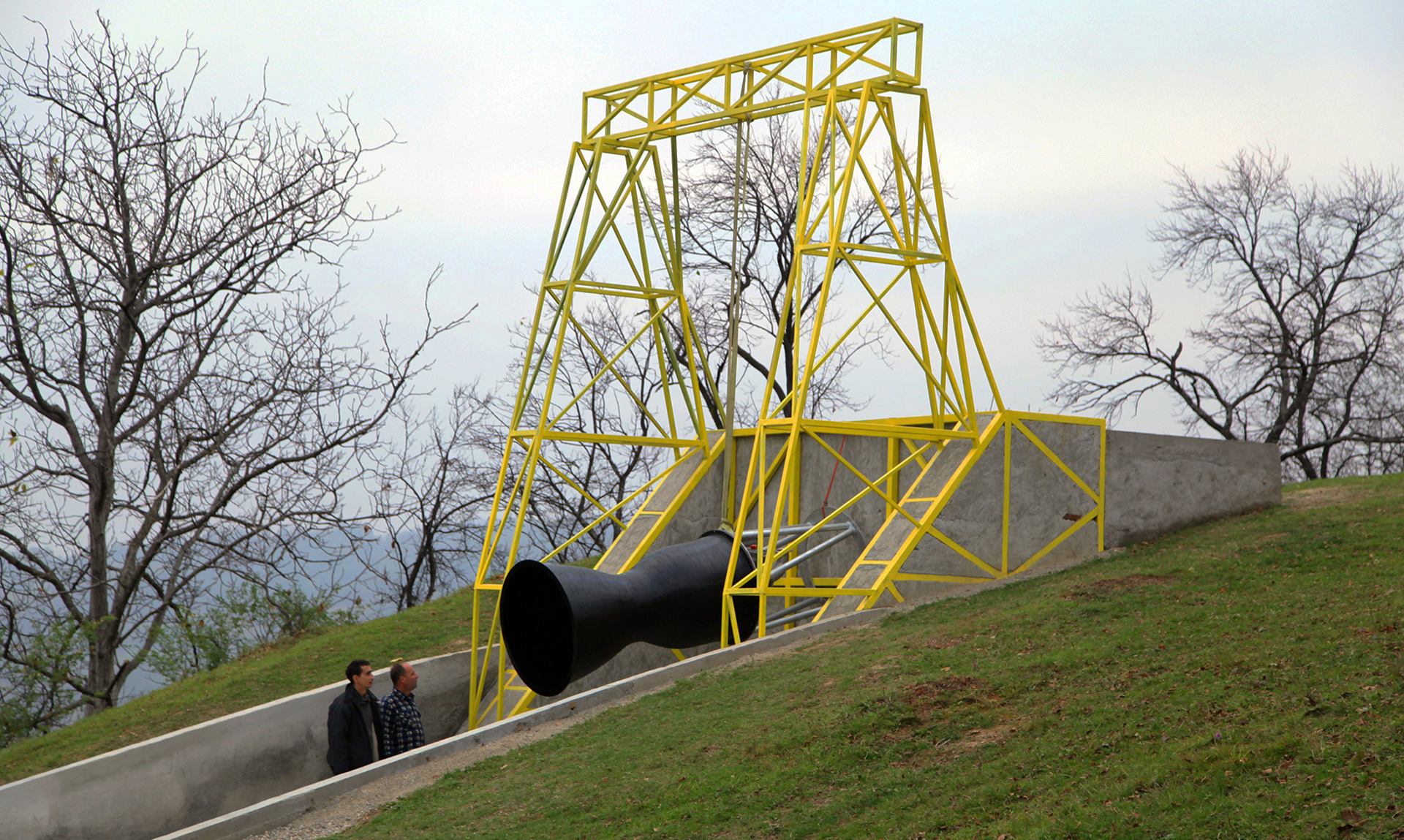
Instalația de testare a motorului Executor

După dificultățile întâmpinate cu baloanele stratosferice, ARCA a decis să schimbe abordarea lansărilor orbitale pentru Google Lunar X Prize. Au proiectat un avion rachetă supersonic propulsat de un motor rachetă cu combustibil lichid care folosește kerosen ca combustibil și oxigen lichid ca oxidant. Avionul numit denumit inițial E-111 a fost redenumit IAR-111 după ce ARCA a primit permisiunea de la IAR S.A. Brasov pentru a folosi desemnarea tradițională IAR pentru avioanle militare și civile consitruite din 1925. Avionul a fost intenționat să zboare până la altitudinea de 17.000 m și să lanseze o variantă modificată a rachetei Haas, redenumită Haas 2. Haas 2  este o rachetă lansată din aer, având trei trepte și capabilă să plaseze o sarcină utilă de 200 kg pe orbita Pământului. Lucrul la strucura avionului a început spre sfârșitul anului 2010.
ARCA a fost criticată intens de către Agenția Spațială Română prin directorul acesteia, Marius Ioan Piso. Piso a numit ARCA ca fiind "amatori care își fac publicitate" și că "E un fel de bungee-jumping ce fac ei acolo, pentru 40 de kilometri". ARCA nu a răspuns la acuzații . În anul 2011 toate matrițele din fibră de sticlă pentru avion au fost terminate și o treime din structura avionului a fost construită. Capsula echipajului și sistemul de salvare a fost testat in data de 26 septembrie 2011 când un elicopter Mil Mi-17 aparținând Unității Speciale de Aviație a lăsat capsula in cădere liberă de la o altitudine de 700 m  deasupra Mării Negre. Parașuta de salvare s-a declanșat cu succes și capsula a fost recuperată de pe suprafața Mării Negre de către Paza de Coastă.
În 2012 ARCA a decis să se concentreze pe construcția motorului rachetă al avionului IAR-111. Motorul numit Executor este construit din materiale compozite, are o tracțiune de 24 tone forță și este alimentat prin intermediul unei turbopompe. Folosește răcire ablativă pentru camera de ardere și ajutaj unde straturile de suprafață ale materialului compozit vaporizează în contact cu amestecul la temperatură mare provenit din motor și previne supraîncălzirea. ARCA de asemenea a prezentat un program de lungă durată până în anul 2025, care pe lângă IAR-111 propunea un lansator orbital de mici dimensiuni (Haas 2C), o rachetă suborbitală cu echipaj uman (Haas 2B) și un lansator orbital de dimensiuni medii cu echipaj uman (Super Haas). În martie 2012 ARCA a testat un rezervor din materiale compozite foarte ușor care este intenționat pentru racheta Haas 2C.
După intensificarea criticilor in media scrisă și la televiziuni din partea Agenției Spațiale Române (ROSA), ARCA a decis să îi trimită o scrisoare deschisă Primului Ministru să intervină. ARCA a menționat ca Agenția Spațială Română nu este in poziția sa critice ARCA după eșecul satelitului cubesat Goliat lansat la acea vreme cu racheta Vega. Mai mult de atât ARCA era finanțată din fonduri private spre deosebire de ROSA care folosește fonduri de la buget. 
În iunie 2012 ARCA a prezentat racheta Haas 2C în Piața Victoriei in București, în fața Palatului Victoria. În toamna lui 2013 ARCA a participat cu patru propuneri de proiecte la competiția STAR organizată de Agenția Spațială Română și finanțată de Guvernul României. ROSA a respins proiectele cu scoruri foarte mici. În același an ARCA a câștigat un contract in valoare de $1.200.000 cu Agenția Spațială Europeană pentru a participa in programul ExoMars. Numit High Altitude Drop Test, contractul consista intr-o serie de teste stratospferice pentru a verifica integritatea structurală a parașutelor modulului EDM folosite pentru frânarea in atmosfera planetei Marte. 
În aprilie 2013 ARCA a depus o plângere penală împotriva Agenției Spațiale Române pentru corupție și conflict de interese. Ei l-au acuzat pe directorul acesteia, Marius Ioan Piso, de a fi atât directorul ROSA cât și șef de laborator la Institutul de Științe Spațiale (ISS), în condițiile în care Institutul de Științe Spațiale a câștigat un sfert dintre contractele atribuite în cadrul competiției STAR. De asemenea l-au acuzat pe domnul Piso că le-a atribuit contracte membrilor echipei sale de la ISS. Marius Ioan Piso s-a apărat susținând că nu a fost responsabil de evaluarea propunerilor.
Pe 16 septembrie ARCA a realizat primul zbor de succes in programul ExoMars, ridicând incintele presurizate cu avionica EDM deasupra Mării negre la altitudinea de 24.400 m.
În noiembrie instalația de testare a motorului Executor a fost finalizată.

### 2014-prezent: AirStrato și ARCA Space Corporation
în 10 februarie ei au prezentat un vehicul fără pilot de mare altitudine numit AirStrato, care este intenționat să înlocuiască baloanele stratosferice pentru testarea echipamentelor și pentru alte misiuni la mare altitudine. Alimentarea vehiculului este cu energie solară, are 7 m lungime și 16 m anvergura și o masă la decolare de 230 kg. Avionul a zburat pentru prima oară în data de 28 februarie. ARCA a anunțat că dacă dezvoltarea se va dovedi un succes vor considera crearea unei variante comerciale.
În data de 17 octombrie ARCA a anunțat că și-a transferat centrul de operațiuni în Las Cruces, New Mexico Statele Unite ale Americii, acuzând corupția din instituțiile de cercetare din România. Într-o conferință de presă au anunțat că în România activitățile legate de software și dezvoltarea motoarelor rachetă vor continua. De asemenea au anunțat ca Air Strato va fi disponibilă pentru achiziție și că Las Cruces va servi ca centru de producție pentru aparat. În data de 25 noiembrie au lansat site-ul aparatului, dezvăluind două modele disponibile pentru cumpărare, AirStrato Explorer care poate atinge altitudini de 18.000 m și având 20 ore autonomie și AirStrato Pioneer care este limitată la 8000 m și 12 ore autonomie.

## Vehicule

### Familia de rachete Haas
Familia de rachete Haas este o serie de rachete de mărimi si configurații diferite intenționată de a înlocui racheta inițială Haas lansată din balon solar. După dificultățile întâlnite cu operarea baloanelor stratosferice la Misiunile 3 și 4, ARCA a decis să reproiecteze rachetele să fie lansate de la sol. Deși mai grele și mai scumpe, rachetele lansate de la sol sunt mai sigure, mai ușor de operat și pot căra sarcini mai mari în orbită. 

#### Haas 2B
Haas 2B este o rachetă cu o singură treaptă intenționată pentru turism spațial. Poate transporta capsula echipajului și modulul de serviciu în zbor suborbital. Capsula echipajului și modulul de serviciu sunt aceleași folosite pe  racheta orbitală cu mai multe trepte Super Haas  La conferința NASA DC-X în Alamogordo, New Mexico în August 2013 ARCA a prezentat o variantă actualizată a rachetei Haas 2B cu o capsulă capabilă sa transporte cinci oameni în spațiu. Au fost purtate discuții cu autoritățile din Spaceport America pentru a opera această rachetă în  New Mexico.

#### Haas 2C
Haas 2C este o rachetă orbitală intenționată pentru lansări orbitale de sarcini utile. Sunt două variante ale rachetei, una cu o singură treaptă capabilă să plaseze o sarcină utilă de 50 kg pe orbită și o variantă în două trepte capabilă sa transporte o sarcină utila de 400 kg. După testarea rezervorului extrem de ușor din compozite arca a proiectat o rachetă cu o singură treaptă cu o masă totală de 510 kg fără combustibil și un raport maxim tracțiune/greutate de 26:1. Au prezentat racheta in Piața Victoriei în București în fața palatului guvernului. Varianta în două trepte va fi propulsată de motorul Executor pentru prima treaptă și a doua treaptă de catre un motor mai mic, adaptat pentru condiții de vid, numit Venator.

### Avionul suborbital IAR-111
IAR-111 este un avion suborbital cu motor rachetă lansat de pe mare. Folosește același motor Executor de la rachetele Haas 2B și Haas 2C. Are o lungime de 24 m, o anvergură de 12 m și o masă la decolare de 19 tone. Poate să transporte un echipaj format din doi oameni, constând în pilot și pasager. Secvența de zbor constă în decolare de pe suprafața mării, zbor orizontal la viteze subsonice, urmat de urcare rapidă la o altitudine de 16.000 m în aproximativ două minute. Ca o platforma pentru turismul spațial poate să atingă o viteză de Mach 2,6 la 30.000 m. După terminarea combustibilului, IAR-111 va coborî în zbor planat și va ateriza pe suprafața mării. În caz de urgență capsula echipajului este detașabilă și echipată cu două parașute acționate de rachete.
Capsula avionului IAR-111 a fost testată în zbor în timpul Misiunii 6. Misiunea a avut loc în colaborare cu Unitatea Specială de Aviație și Paza de Coastă aparținând Ministerului Administrației și Internelor.

### Avionul fara pilot AirStrato

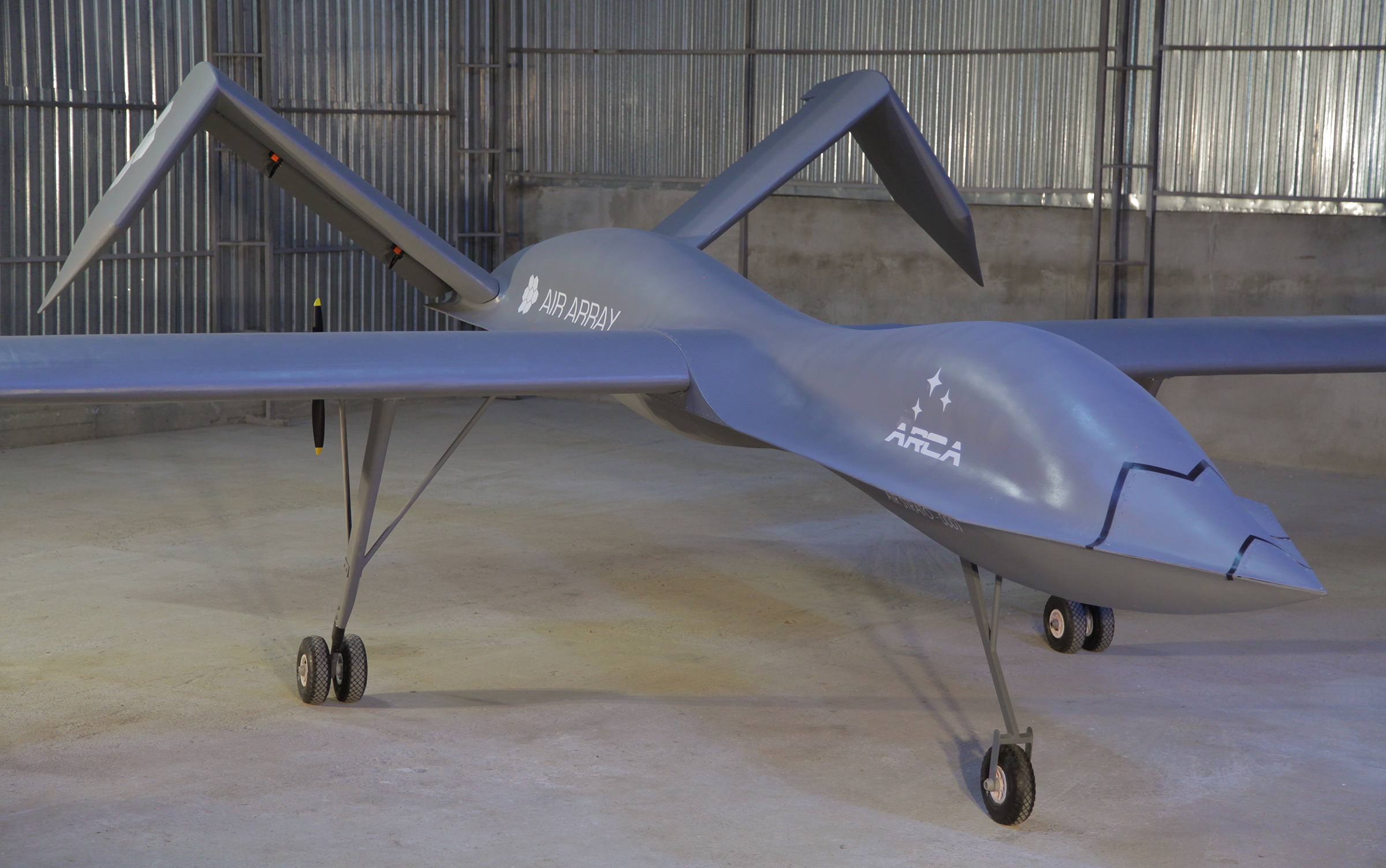
Avionul fără pilot Air Strato

AirStrato este un avion fără pilot cu panouri solare aflat în prezent în dezvoltare. Sunt două variante disponibile în prezent, AirStrato Explorer cu un plafon de zbor de 18.000 m și AirStrato Pioneer cu un plafon de zbor de 8000 m. Poate să transporte o sarcină utilă de 45 kg constând în echipament de supraveghere, instrumente științifice sau baterii adiționale pentru creșterea autonomiei. Zborul primului prototip a avut loc în data de 28 februarie 2014. Primul prototip a fost echipat cu un tren fix de aterizare. Două alte prototipuri au fost construite care nu aveau tren de aterizare. În loc ARCA a construit un lansator pneumatic pentru decolare și patine de aterizare și parașută de recuperare folosite pentru aterizare. Ambele prototipuri au executate teste de decolare și aterizare la altitudini mici.

### Vehiculul DTV de testare ESA
Este un vehicul de testare (Drop Test Vehicle) construit pentru Agenția Spațială Europeană și intenționat pentru a verifica integritatea structurală a parașutelor de frânare atmosferică a modulului EDM în cadru programului ExoMars. Are aceeași greutate și sistem de declanșare a parașutei prezente pe modulul ESA. Vehiculul DTV urmează să fie ridicat la altitudinea de 24 km de un balon stratosferic cu heliu. La acea altitudine va fi lăsat in cădere liberă până când va detecta o presiune dinamică identică cu cea întâmpinată de modulul EDM la intrarea în atmosfera planetei Marte. În acele condiții parașuta va fi declanșată și vehiculul va ateriza pe suprafața Mării Negre de unde va fi recuperat de Forțele Navale Române.

### EcoRocket
La data de 17 noiembrie 2020, ARCA a prezentat EcoRocket, o racheta care folosește propulsie ecologică, cu combustibil pe bază de apă pentru primele două trepte și propulsie fierbinte pentru treapta III-a. Racheta urmează a fi lansată de pe Marea Neagră.

## Motoare rachetă

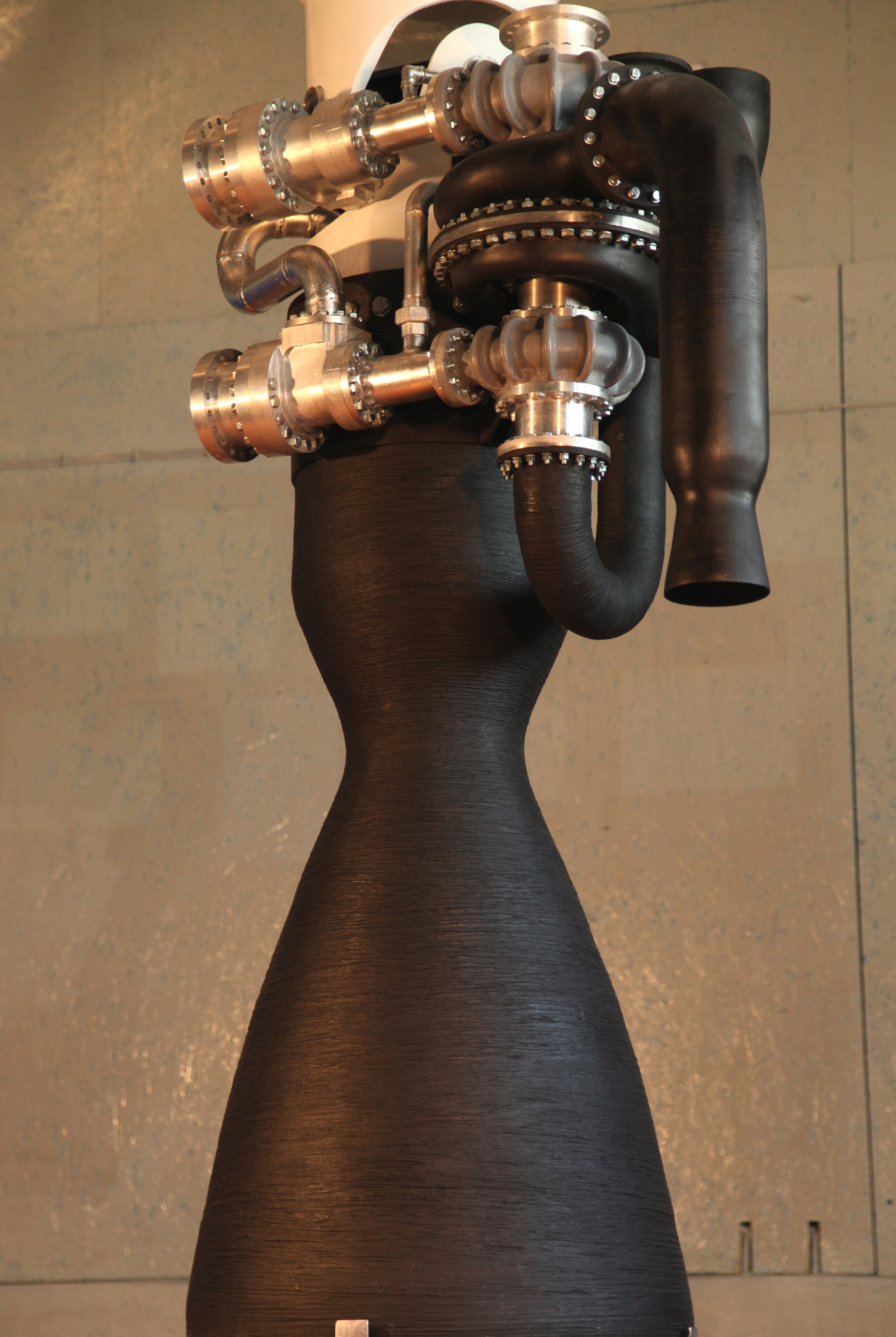
Motorul rachetă Executor

### Executor
Este un motor rachetă cu combustibil lichid intenționat să propulseze avionul supersonic IAR-111 Excelsior și rachetele Haas 2B și Haas.
Executor este un motor rachetă cu gazogenerator cu ciclu deschis, care folosește kerosen și oxigen lichid putând genera o tracțiune maximă de 24 tone forță.
ARCA a decis să folosească materiale compozite și aliaje din aluminiu la o scară largă. Materialele compozite conferă un cost de construcție scăzut și o masă redusă a componentelor.
Ele au fost folosite în construcția camerei de ardere și a ajutajului, a gazogeneratorului și a unor elemente în turbopompe.
Camere de ardere și ajutajul sunt compuse din două straturi. Stratul intern este făcut din fibră de silice și rășină fenolică, iar stratul extern este făcut din fibră de carbon și rășină epoxidică. Rășina fenolica ranforsată cu fibră de silice pirolizează endoterm în pereții camerei de combustie, eliberând gaze ca oxigen și hidrogen lăsând o matrice locală din carbon. Gazele se împrăștie prin matricea de carbon și ajung în suprafața internă a peretelui unde se întâlnesc cu gazele fierbinți de la ardere și acționează ca un agent de răcire. Mai mult de atât, motorul este echipat cu un sistem de răcire care injectează pe pereții interni o 10 % din masa totală de kerosen.
Volutele pompelor sunt construite din aliaj de aluminiu tip 6062. Rotoarele pompelor sunt construite prin strunjire și frezare din oțel tip 304. Turbina supersonică este realizată din oțel refractar, atât nucleul cât și palele. Viteza de rotație a turbinei este de 20,000 de rotații pe minut și puterea este de 1,5 MW. Temperatura gazelor din interior este de 620 de grade Celsius.
Valvele principale ale motorului sunt construite din aluminiu tip 6060 și sunt acționate pneumatic.
Injectorul motorului și conducta care îl alimentează cu oxigen lichid sunt construite din oțel tip 304 L iar conducta care alimentează cu kerosen este realizată din materiale compozite. 
Motorul are capacitatea să direcționeze jetul cu 5 grade pe două axe. Sistemul de articulație este construit din materiale compozite și oțel înalt aliat. Motorul folosește un sistem hidraulic alimentat de la pompa cu kerosen.
ARCA a anunțat ca motorul Executor este proiectat să aibă un raport tracțiune/greutate de 110.

### Venator
Venator este un motor cu combustibil lichid alimentat prin dislocație care va fi folosit să propulseze treapta a doua a rachetei Haas 2C.
Folosește oxigen lichid și kerosen și are o tracțiune maximă de 2,5 tone forță. Motorul nu are valve pe conductele principale. În schimb folosește discuri de spargere pe conductele principale intre motor și rezervoare. A doua treaptă este presurizată la două atmosfere la părăsirea rampei și la epuizarea combustibilului la prima treaptă treapta a doua va fi presurizată la 16 atmosfere. La acea presiune discurile se vor sparge și combustibilul va ajunge în motor.

## Misiuni
| Zbor            | Program                                                 | Categoria    | Altitudine/destinație | Configurație                               | Pornire motor | Stadiu   |
| --------------- | ------------------------------------------------------- | ------------ | --------------------- | ------------------------------------------ | ------------- | -------- |
| Demonstrator 2B | Demonstrator 2B                                         | Fără echipaj | 1.000 m               | Racheta lansată de la sol                  | Da            | Complet  |
| Misiunea 1      | Stabilo                                                 | Fără echipaj | 14.700 m              | Balon purtător + capsulă echipaj           | Nu            | Complet  |
| Misiunea 2      | Stabilo                                                 | Fără echipaj | 12.000 m              | Balon purtător + rachetă intreaga          | Nu            | Complet  |
| Misiunea 3      | Proiect lunar (Helen)                                   | Fără echipaj | 100.000 m             | Balon purtător + Helen (3 trepte)          | Da            | Nereușit |
| Misiunea 4      | Proiect lunar (Helen 2)                                 | Fără echipaj | 80.000 m              | Balon purtător + Helen 2 (2 trepte)        | Da            | Nereușit |
| Misiunea 4b     | Proiect lunar (Helen 2 - treapta a doua)                | Fără echipaj | 40.000 m              | Balon purtător + Helen 2 (treapta a doua)  | Da            | Complet  |
| Misiunea 5      | test de avionica și transmisiune TV                     | Cu echipaj   | 5.000 m               | Balon purtător + treapta 1 (Helen 2) + ELL | Nu            | Complet  |
| Misiunea 6      | Test de siguranță a capsulei                            | Fără echipaj | 700 m                 | Capsula IAR-111 (parașutată din elicopter) | Nu            | Complet  |
| Misiunea 8      | Test de echipamente (Propulsie și transmisiuni de date) | Fără echipaj | Stratosferic          | Sarcina utilă cu rachetă nedeclarată       | Da            | Complet  |
| WP3             | Testul de calificare a avionicii ExoMars HADT           | Fără echipaj | 24,000 m              | Gondola presurizată                        | Nu            | Complet  |
| Misiunea 7      | Zbor suborbital                                         | Cu echipaj   | 16.000 m (?)          | IAR-111                                    | Da            | TBL      |

### Misiunea 1

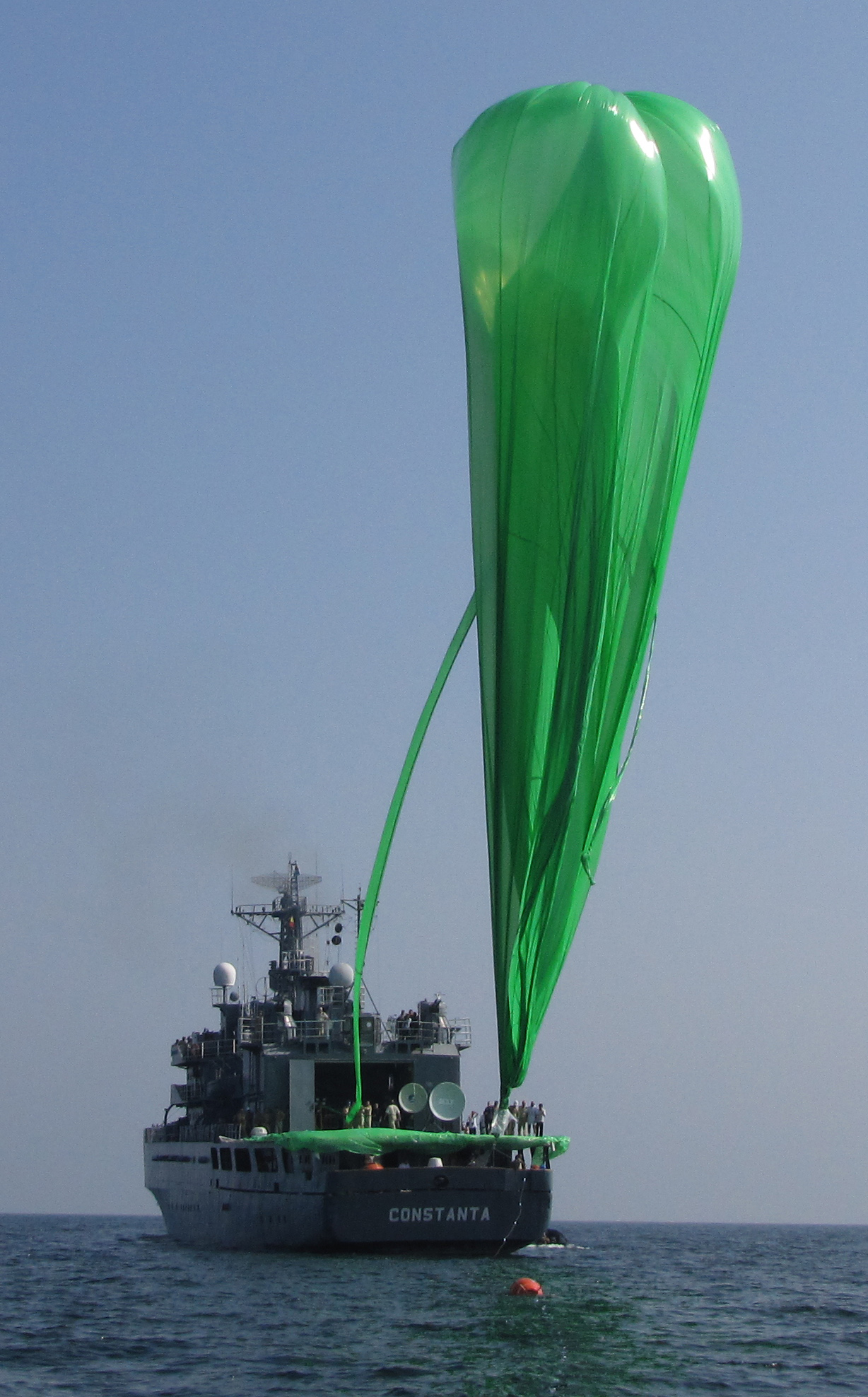
Umflarea balonului cu heliu pe puntea navei 281 Constanța

Misiunea 1 a avut loc in data de 2 decembrie 2006 când un balon solar a transportat capsula cosmonavei Stabilo la altitudinea de 14.700 m. Altitudinea intenționată a fost mai mică datorită unor turbulențe extreme întâlnite în ultima etapă a zborului. În acea situație s-a luat decizia de a nu risca avarierea sistemului. Zborul a fost pregătit în august 2006 când un alt balon de mare dimensiuni a fost lansat la o altitudine joasă în zbor controlat. Atunci o parașută proiectată special a fost testată. A fost primul zbor stratosferic realizat de ARCA și a fost transmis în direct și peste 20 de jurnaliști au fost prezenți.

### Misiunea 2
Misiunea 2 a rachetei Stabilo 1B a fost desfășurată în data de 27 septembrie 2007 de la baza aeriana Capul Midia. Forțele Aeriene Române au participat cu două stații radar, Aviația Civilă și Forțele Navale Române de asemenea au participat, cei din urmă cu o navă de scafandri. Cele două trepte au atins altitudinea de 12.000 m. După o oră și 30 de minute și la 30 km distanță față de locația de lansare, Stabilo a aterizat pe suprafața mării și a fost interceptată de nava Saturn și recuperată de scafandri. Nava de recuperare a fost ghidată de transmisiunea prin satelit și de radarele aviației. Vehiculul a fost transportat la un șantier al marinei. Echipamentele electronice au continuat să transmită și la 8 ore după ce zborul a fost încheiat.

### Misiunile 3, 4 și 4B
Helen a fost o rachetă demonstrator pentru racheta orbitală Haas, lansată din balon. A fost intenționată să testeze metoda de stabilizare gravitațională în zbor, propusă pentru racheta Haas. Se intenționa ca Helen să atingă o altitudine de 80 km. Două variante au fost create, o versiune cu trei trepte cu rezervoare cilindrice care folosea apă oxigenată drept combustibil monopropelant și o versiune în două trepte care avea rezervoare cilindrice și folosea aceeași metodă de propulsie. Racheta era stabilizată gravitațional în loc sa folosească suprafețe aerodinamice. Evita efectul pendul prin folosirea unui sistem semi rigid bazat pe cabluri și tractând sarcina utilă și celelalte trepte în direcția jetului motorului.
Misiunea 3 a avut loc în data de 14 noiembrie 2009 pe Marea Neagră. Forțele Navale Române au participat la misiune cu o navă logistică, o navă de scafandri și alte șalupe rapide. Pentru această misiune ARCA a construit cel mai mare balon solar stratosferic până la acea data. O eroare în construcție a făcut ca brațele de umflare ale balonului să se înfășoare în jurui bazei balonului în timp ce era umflat. Echipa a reușit să desfășoare brațele și să reia umflarea dar soarele era deja aproape de apus și balonul solar nu mai putea fi folosit. Misiunea a fost anulată.
Pentru Misiunea 4 ARCA a decis să folosească un balon cu heliu și să reproiecteze racheta Helen. Noua versiune, numită Helen 2 a fost pregătită de zbor la 4 august 2010. La umflarea balonului, din cauza unei erori de construcție balonul s-a rupt și misiunea a fost anulată.
O nouă încercare a fost făcută pe 1 octombrie 2010 și a fost folosită doar treapta a doua a rachetei Helen 2 și un balon mai mic cu heliu. Zborul, numit Misiunea 4B, a fost unul de succes, Helen 2 a pornit motorul la altitudinea de 14.000 m și a ajuns la altitudinea de 38.700 m. Zborul a dovedit corectitudinea metodei de stabilizare gravitațională. După dificultățile întâlnite cu baloane stratosferice ARCA a decis sa renunțe la racheta Haas și să proiecteze o nouă familie de rachete orbitale și suborbitale lansate de la sol.

### Misiunea 5
Misiunea 5 a fost desfășurată în parteneriat cu Aeroclubul României și cu Federația Aeronautică Română. A avut loc înainte de zborul rachetei Helen 2 în data de 27 aprilie 2010 între  07:45 și 08:45 AM, cu decolarea de la Hogiz, Brașov. Un balon pilotat cu aer cald a ridicat capsula presurizată a rachetei Helen 2 la altitudinea de 5200 m. Distanța maximă între balon și centrul de comandă de la aerodromul de la Sânpetru a fost 42 km, care corespundea cu zona de siguranță simulată a rachetei Helen 2. Echipajul balonului a fost compus din Mihai Ilie - pilot, Mugurel Ionescu - copilot, Dumitru Popescu - operatorul echipamentelor capsulei. Obiectivul zborului a fost testarea sistemelor de comandă, telemetrie și de transmisie pentru racheta Helen 2.

### Misiunea 6
Misiunea 6 a testat sistemul de salvare pentru capsula avionului supersonic IAR-111. În data de 26 septembrie 2011, un elicopter Mi-17 de la Unitatea Specială de Aviație a ridicat capsula până la altitudinea de 700 m deasupra mării. 
La acea altitudinea elicopterul a eliberat capsula. Parașuta s-a declanșat și capsula a aterizat pe suprafața mării. A fost recuperată de același elicopter cu ajutorul Pazei de Coastă.

### WP3
WP3 a fost un zbor de test de validare pentru programul ExoMars High Altitude Drop Test (HADT), realizat în colaborare cu Agenția Spațială Europeană. Zborul a avut loc în data de 16 septembrie 2013 în Marea Neagră și a constat din trei capsule presurizate conținând echipamentele de avionică care vor fi utilizate pentru testul parașutelor programul ExoMars. 
Capsulele presurizate, transportate de un grup de baloane, au fost lansate la ora 7:15 AM și urcarea a durat 90 de minute până la altitudinea de 24,4 km. La acea altitudine capsulele au fost eliberate sub o parașută de recuperare și au aterizat pe mare douăzeci de minute mai târziu. Capsulele și parașuta au fost recuperate de marina română la o distanță de 92 de km de la punctul de lansare.
Obiectivele au fost testarea sistemelor de avionică și comunicații, demonstrarea etanșării capsulelor după aterizarea pe mare și recuperarea echipamentelor de pe suprafața mării.